# Wielbłądka pospolita
Wielbłądka pospolita (Phaeostigma notata) – gatunek wielbłądki (Raphidioptera) z rodziny wielbłądkowatych (Raphidiidae) szeroko rozprzestrzeniony w północnej i środkowej Europie. W Polsce występuje lokalnie, ale licznie, notowany na kilkudziesięciu stanowiskach. 
Osiąga długość do 30 mm, rozpiętość skrzydeł 25–30 mm lub 22–28 mm. Na skrzydłach 12-15 żyłek kostalnych i 4, rzadziej 3 zewnętrzne komórki dyskoidalne. Pterostygma jest przecięta dwiema lub jedną, lekko rozwidloną żyłką, a na jej wewnętrznym końcu leży punkt styku żyłki subkostalnej i kostalnej. Imagines występują od kwietnia do lipca. Ubarwienie brązowo-czarne, skrzydła bogato żyłkowane.